# كاي تاي
كاي تاي (بالإنجليزية: Kay Tye) (من مواليد عام 1981)، هي عالمة أعصاب أمريكية وأستاذ مساعد في معهد بيكوير للتعلم والذاكرة التابع لمعهد ماساتشوستس للتكنولوجيا. انتقل مختبرها وأبحاثها إلى معهد سالك للعلوم البيولوجية خلال عام 2019. ركزت أبحاثها على استخدام علم البصريات الوراثي لتحديد الاتصالات الدماغية التي تشارك في السلوكيات الاجتماعية.

## التعليم والحياة المبكرة
نشأت تاي في مدينة إثاكا في نيويورك حيث كان والداها يعملان في جامعة كورنيل. هاجر والداها من هونغ كونغإلى الولايات المتحدة الأمريكية عندما كانت طفلة. يعمل والدها كعالم فيزيائي نظرية ووالدتها عالمة كيمياء حيوية. عملت تاي وهي لا تزال طفلة في مختبر والدتها على تنظيم رؤوس الماصات. حازت على بكالوريوس العلوم بتخصصهابالعلوم المعرفية في معهد ماساتشوستس للتكنولوجيا (MIT) من 1999 إلى 2003. أمضت وقتًا بعد التخرجفي تعلم البريك دانس، كما سافرت وجالت في أستراليا لمدة عام قبل أن تعود إلى جامعة كاليفورنيا- سان فرانسيسكو (UCSF) لتبدأ دراساتها العليا في علم الأعصاب. انضمت إلى مختبر عالمة البيولوجيا العصبية باتريشيا ياناك حيث أكملت أطروحتها التي توضح أن نشاط الخلايا العصبية قد ارتفع في منطقة من الدماغ مرتبطة بمعالجة العواطف -تسمى اللوزة المخية- في الفئران التي تعلمت ربط الحافز بالمكافأة. نُشرت أطروحتها في مجلة نايتشر، وحصلت على جائزة دونالد ليندسليفي علم الأعصاب السلوكي وجائزة هارولد وينتروبلطلاب الدراسات العليا. حصلت تاي على الدكتوراه في عام 2008.

## العمل والأبحاث
عملت تايمن عام 2008 إلى عام 2009 كباحثة ما بعد الدكتوراه في عيادة ومركزأبحاثإرنست جالو في جامعة كاليفورنيا- سان فرانسيسكو، ثم في جامعة ستانفورد من 2009 إلى 2011. كان كارل ديسروثالمشرف عليها في علم البصريات الوراثية- وهي تقنية تستخدم الضوء لتفعيل أو تثبيط خلايا عصبية محددة.
عادتتاي إلى معهد ماساتشوستس للتكنولوجيا في عام 2012 كأستاذ مساعد في معهد بيكاوير للتعلم والذاكرة بالجامعة. ركزت أبحاثها في الإجابة على الآلية العصبية التي تستطيع فيها اللوزة المخية تنظيم الاستجابات السلوكية المختلفة للإشارات البيئية السلبية والإيجابية. سعى عملها إلى تحديد ما إذا كانت هناك شبكات عصبية مختلفة في اللوزة تتصل بدارات الخوف أو المكافأة في المخ باستخدام علم الوراثة الضوئية عبر السيطرة على الخلايا العصبية بتعديل كيفية نقل الإشارات في الدماغ. تمكنتتاي وزملاؤها –عن طريق هذا البحث- من التعرف على مجموعات مميزة من الخلايا العصبية التي تمتلك وظائف وأشكال وتركيبات وراثية مختلفة. تمكّنت تايكذلك من إثبات ارتباط هذه الاختلافات بأدوار منفصلة في معالجة المعلومات التي تؤدي إلى تعزيز إيجابي أو سلبي، وقد ساهم عملها في فهم السلوكيات الاجتماعية كالسعي إلى المكافأة والقلق، كما قدم بعض الأفكار حول أساس الأمراض النفسية.
حصلت تاي على جائزة المبتكرين الجدد من معهد الصحة الوطني في عام 2013 وجائزة الباحثين الشباب من مؤسسة أبحاث الدماغ والسلوك في عام 2014. اختيرت تايفي عام 2014 كأحد أفضل المبتكرين تحت سن 35 في قائمة مجلة إم آي تي تكنولوجي ريفيو (أو المراجعة التقنية لمعهد ماساتشوستس) لاستخدامها علم البصريات الوراثية في تحديد الدارات العصبية التي تساهم في القلق والتفاعل الاجتماعي.

## التكريم والجوائز[14]
- جائزة جمعية العلوم العصبية (SFN)للباحثين الشبابفي عام 2016.
- جائزة دانييل فريدمانلعام 2016.
- الجائزة الرئاسية للعلماء والمهندسين الناجحين في بدايتهم المهنية في عام 2016.
- جائزة مكتشفي وباحثي روبرتسون في مؤسسة نيويورك للخلايا الجذعية (2015- 2019).
- جائزة ماكنايتالبحثية (2015- 2018).
- جائزة هارولد يوجين إجيرتونلأعضاء الكلية (2015).
- المعهد الوطني للصحة العقلية (2014- 2018).
- جائزة سلون البحثية من مؤسسة ألفريد سلون (2014- 2015).
- جائزة الباحثين الشباب من مؤسسة أبحاث الدماغ والسلوك(2014- 2015).
- أفضل المبتكرين تحت سن 35 في قائمة مجلة إم آي تي تكنولوجي ريفيو(2014).
- عضو مشارك في الكلية الأمريكية لعلم الأدوية العصبية النفسية في عام 2014.
- جائزة المبتكرين الجدد من معهد الصحة الوطني (2013- 2018).
- جائزة مؤسسة كلينجنشتاين (2013- 2015).
- أستاذية وايتهد للتطوير الوظيفي (2013- 2015).
- جائزة مؤسسة وايتهول (2012- 2014).
- زمالة مؤسسة كافلي لحدود العلم.
- جائزة جيبثا وإيميلي ويد (2012).
- جائزة جامعة ستانفورد لما بعد الدكتوراه (2010)
- باحث ما بعد الدكتوراه لجائزة الخدمة البحثية الوطنية (1009- 2012).
- جائزة زمالة ما بعد الدكتوراه لجمعية الدماغ والسلوك الأوروبية (2009).
- جائزة هارولد وينتروب لطلاب الدراسات العليا (2009).
- جائزة دونالد ليندسلي (2009).
- زمالة أبحاث الخريجين لمؤسسة العلوم الوطنية (2005- 2008).